# راي فيرير
راي فيرير (بالإنجليزية: Ray Ferrer)‏ هو فنان أمريكي، ولد في 3 أغسطس 1979 في نيويورك في الولايات المتحدة، وتوفي في 20 مايو 2015 في سان دييغو في الولايات المتحدة.

## وصلات خارجية
- الموقع الرسمي